# Pachyserica darjeelingensis
Pachyserica darjeelingensis är en skalbaggsart som beskrevs av Ahrens 2004. Pachyserica darjeelingensis ingår i släktet Pachyserica och familjen Melolonthidae. Inga underarter finns listade i Catalogue of Life.